# AfterMASH
 (juillet 2012).
Si vous disposez d'ouvrages ou d'articles de référence ou si vous connaissez des sites web de qualité traitant du thème abordé ici, merci de compléter l'article en donnant les références utiles à sa vérifiabilité et en les liant à la section « Notes et références ».
AfterMASH est une sitcom américaine en 30 épisodes de 23 minutes dont seulement 28 épisodes ont été diffusés entre le 26 septembre 1983 et le 4 décembre 1984 sur le réseau CBS. Il s'agit d'un spin-off de la série M*A*S*H.
Cette série est inédite dans les pays francophones.

## Synopsis
L'action de la série se déroule immédiatement après la fin de la guerre de Corée (son titre est d'ailleurs un calembour sur le mot anglais "aftermath", qui signifie "conséquence"), reprenant trois des personnages de la série-mère : Sherman T. Potter (interprété par Harry Morgan), Maxwell Klinger (interprété par Jamie Farr) et le père Francis Mulcahy (interprété par William Christopher). L'actrice Kellye Nakahara, déjà présente dans M*A*S*H, est également présente, bien que seulement hors-champ, dans le rôle de la voix d'annonce publique de l'hôpital. Rosalind Chao complète également la distribution dans le rôle de Soon-Lee Klinger, une réfugiée coréenne que Klinger a rencontré dans les deux derniers épisodes de M*A*S*H et qu'il a épousée à la fin de la série.

## Distribution
- Harry Morgan : Dr Sherman T. Potter
- Jamie Farr : Maxwell 'Max' Q. Klinger
- William Christopher : Father Francis Mulcahy
- Rosalind Chao : Soon-Lee Klinger
- Brandis Kemp : Alma Cox
- Barbara Townsend puis Anne Pitoniak (en) : Mildred Potter
- John Chappell : Michael D'Angelo
- Patrick Cranshaw : Bob Scannell
- David Ackroyd : Dr Boyer
- Jay O. Sanders : Dr Gene Pfeiffer
- Peter Michael Goetz (en) : Wally Wainright

## Fil des saisons

### Saison 1
Dans le pilote d'une heure, "September of '53/Together Again", le Colonel Potter part de Corée et rentre chez lui, à Hannibal, dans le Missouri afin de retrouver sa femme Mildred (Barbara Townsend). Il trouve rapidement la retraite étouffante, et Mildred lui suggère de retourner au travail. Potter est rapidement engagé par un administrateur d'hôpital délirant, Mike D'Angelo (John Chappell), qui lui confie le poste de chef du personnel au General Pershing Veteran's Hospital (un endroit surnommé le "General General"), situé dans la ville fictive de River Bend, au Missouri.
De son côté, Max Klinger a des soucis avec la loi à Toledo. Le Colonel Potter lui écrit et lui offre un emploi, celui-ci consistant à être son assistant à l'administration. La némésis au General General est la secrétaire de D'Angelo, Alma Cox (Brandis Kemp), une femme mal-intentionnée qui cherche toujours à avoir l'avantage sur lui, et ce par tous les moyens.
Père Mulcahy, dont l'ouïe fut endommagée dans le dernier épisode de M*A*S*H, souffre de dépression et commence à boire beaucoup - trop. Potter s'arrange alors pour que ce dernier soit opéré dans un autre hôpital de vétérans, à Saint-Louis, dans le Missouri. Après que son ouïe est totalement rétablie, il arrête de boire et rejoint Potter et Klinger au "General General", en tant que chapelain.

## Réception
AfterMASH fut diffusée pour la première fois au printemps 1983 à la même case horaire (le lundi soir à 21 h) que son prédécesseur M*A*S*H. En termes d'audience, elle termina dixième dans le classement des programmes diffusée sur les chaînes non-payantes pour la saison 1983-1984, selon l'échelle de mesure de Nielsen. Pour sa seconde saison, CBS déplaça la série au jeudi soir à 20 h, à la même heure que le grand succès de l'époque de NBC, Agence tous risques, et lança une campagne marketing contenant des illustrations réalisées par Sanford Kossin de Max Klinger en uniforme d'infirmière, rasant la célèbre crête iroquoise de Mister T., signifiant là que AfterMASH prendrait une grande partie des téléspectateurs de L'Agence tous risques. Cette théorie se révéla toutefois fausse, puisque, alors que AfterMASH coula dans les audiences et fut annulée dès le neuvième épisode de sa seconde saison, L'Agence tous risques fut diffusée jusqu'en 1987, avec un total de 97 épisodes.
Contrairement à la série originale, qui reçut un accueil critique et public positif, cette série ne fut pas bien accueillie. En 2002, le magazine américain TV Guide, spécialisé dans la télévision, nomma AfterMASH la septième pire série de tous les temps.